# Filaret (Końkow)
Filaret, imię świeckie Wiaczesław Wiktorowicz Końkow (ur. 6 grudnia 1963 w Dombarowskim) – rosyjski biskup prawosławny. 

## Życiorys
Pochodzi z rodziny robotniczej. W 1981 ukończył szkołę średnią w Artiuszkinie, zaś w latach 1982–1984 odbywał zasadniczą służbę wojskową. W 1991 ukończył studia cybernetyczne w instytucie inżynieryjno-fizycznym w Moskwie. Przez pięć kolejnych lat był pracownikiem naukowym Instytutu Fizyki Wysokiego Napięcia Rosyjskiej Akademii Nauk. W 1996 wstąpił jako posłusznik do monasteru św. Katarzyny w Widnym i 30 listopada tego samego roku złożył wieczyste śluby mnisze przed jego namiestnikiem ihumenem Tichonem, przyjmując imię Filaret na cześć św. metropolity moskiewskiego Filareta. 7 grudnia 1996 przyjął święcenia diakońskie z rąk biskupa możajskiego Grzegorza. Od 1998 żył w monasterze Kazańskiej Ikony Matki Bożej w Samorodkach. W tym samym roku arcybiskup symbirski i mielekeski Prokl wyświęcił go na kapłana. W 2000 został przełożonym klasztoru w Samorodkach. W 2004 w trybie zaocznym ukończył seminarium duchowne w Saratowie. W 2009 brał udział w Soborze Lokalnym Rosyjskiego Kościoła Prawosławnego w składzie delegacji eparchii symbirskiej i mielekeskiej. W tym samym roku został dziekanem IV dekanatu tejże eparchii.
26 lipca 2012 Święty Synod Rosyjskiego Kościoła Prawosławnego nominował go na biskupa baryskiego i inzieńskiego. W związku z tą decyzją w sierpniu 2012 został podniesiony do godności archimandryty. Jego chirotonia biskupia odbyła się 28 października 2012 w soborze św. Mikołaja w kompleksie Monasterze Czernoostrowskiego w Małojarosławcu. W charakterze konsekratorów w ceremonii wzięli udział patriarcha moskiewski i całej Rusi Cyryl, metropolici kałuski i borowski Klemens, symbirski i mielekeski Prokl, biskupi sołniecznogorski Sergiusz oraz ludinowski Nikita.